# Giuseppe Beviacqua
Giuseppe Beviacqua (né le 28 octobre 1914 à Savone et mort le 12 août 1999 dans la même ville) est un athlète italien, spécialiste des courses de fond.

## Carrière
Giuseppe Beviacqua se classe onzième de la finale du 10 000 mètres en 31 min 57 s aux Jeux olympiques de 1936 à Berlin.
Lors des Championnats d'Europe de 1938 à Paris, il remporte la médaille d'argent du 10 000 m en 30 min 53 s 2, derrière le Finlandais Ilmari Salminen. 

### Palmarès
| Date | Compétition           | Lieu   | Résultat | Épreuve  |
| ---- | --------------------- | ------ | -------- | -------- |
| 1936 | Jeux olympiques       | Berlin | 11e      | 10 000 m |
| 1938 | Championnats d'Europe | Paris  | 2e       | 10 000 m |

### Records
| Épreuve  | Performance   | Lieu | Date |
| -------- | ------------- | ---- | ---- |
| 10 000 m | 30 min 27 s 4 |      | 1940 |